# Ovidio Peralta Suárez
Ovidio Salvador Peralta Suárez (Comalcalco, Tabasco; 10 de febrero de 1982) es un político y empresario mexicano, miembro del Movimiento Regeneración Nacional (Morena). Desde el 4 de diciembre de 2018  hasta el 30 de agosto del 2024 fue Senador de la República en representación del estado de Tabasco para las  LXIV Legislatura y LXV Legislatura del Congreso de la Unión. en sustitución de Javier May Rodríguez. Desde el 4 de octubre de 2024 se desempeña como presidente municipal de Comalcalco.

## Primeros años
Ovidio Salvador Peralta Suárez nació el 10 de febrero de 1982 en Comalcalco, Tabasco. Es hijo de Salvador Peralta Méndez y Araceli Suárez González. En 1999 estudió la licenciatura en contaduría pública en la Universidad Olmeca de Villahermosa. En 2005 se casó con Laura Alejandra Rodríguez Olán y tiene dos hijos.

## Senador de la República
En las elecciones federales de 2018 fue postulado por Morena como suplente de Javier May Rodríguez, candidato a senador del estado de Tabasco. Tras las elecciones May Rodríguez ocupó el escaño de senador de segunda fórmula. El 29 de noviembre de 2018 May Rodríguez abandonó el escaño para ser nombrado subsecretario de planeación, evaluación y desarrollo regional de la Secretaría de Bienestar. El 4 de diciembre de 2018 Ovidio Peralta Suárez asume el escaño de Senador de la República en la LXIV Legislatura del Congreso de la Unión. Dentro del congreso, Peralta Suárez es presidente de la comisión de juventud y deporte, y secretario de la comisión de la reforma agraria.

## Presidente municipal de Comalcalco
El 4 de octubre tomó protesta como presidente municipal del municipio de Comalcalco.